# Youth Cup w kombinacji norweskiej 2022/2023
Sezon 2022/2023 Youth Cup w kombinacji norweskiej. Rywalizacja rozpoczęła się 2 września 2022 w austriackim Tschagguns, natomiast zakończyła się 8 stycznia 2023 w czeskim Harrachovie.
W grupie Youth I w sezonie 2022/2023 startowali zawodnicy urodzeni w latach 2008-2010, natomiast w grupie Youth II zawodnicy urodzeni w latach 2005-2007.

## Kalendarz i wyniki Youth I
| Lp. | Data            | Miejscowość | Konkurencja           | 1. miejsce             | 2. miejsce       | 3. miejsce       |
| --- | --------------- | ----------- | --------------------- | ---------------------- | ---------------- | ---------------- |
| 1.  | 2 września 2022 | Tschagguns  | Gundersen HS66/2,4 km | Lovro Percl Seručnik   | Timon Brglez     | Noé Kempf        |
| 2.  | 3 września 2022 | Tschagguns  | Gundersen HS66/3,3 km | Kenji Grossegger       | Timon Brglez     | Marceau Liardon  |
| 3.  | 7 stycznia 2023 | Harrachov   | Gundersen HS73/3 km   | Maximilian Vorderegger | Kenji Grossegger | Arne Hohlfeld    |
| 4.  | 8 stycznia 2023 | Harrachov   | Gundersen HS73/2 km   | Maximilian Vorderegger | Arne Hohlfeld    | Kenji Grossegger |

## Kalendarz i wyniki Youth II
| Lp. | Data            | Miejscowość | Konkurencja           | 1. miejsce    | 2. miejsce    | 3. miejsce       |
| --- | --------------- | ----------- | --------------------- | ------------- | ------------- | ---------------- |
| 1.  | 2 września 2022 | Tschagguns  | Gundersen HS66/3,6 km | Jan John      | Lubin Martin  | Urban Zajec      |
| 2.  | 3 września 2022 | Tschagguns  | Gundersen HS66/4,9 km | Jan John      | Lilian Tréand | Andrzej Waliczek |
| 3.  | 7 stycznia 2023 | Harrachov   | Gundersen HS73/5 km   | Lukáš Doležal | Erik Leiråmo  | Jan John         |
| 4.  | 8 stycznia 2023 | Harrachov   | Gundersen HS73/4 km   | Lukáš Doležal | Jan John      | Jáchym Hrdina    |

## Klasyfikacje
| Lp. | Zawodnik               | Punkty |
| --- | ---------------------- | ------ |
| 1.  | Kenji Grossegger       | 276    |
| 2.  | Arne Hohlfeld          | 235    |
| 3.  | Maximilian Vorderegger | 200    |
| 4.  | Lovro Percl Seručnik   | 187    |
| 5.  | Timon Brglez           | 160    |
| 6.  | Alvin Le               | 133    |
| 7.  | Levi Hofmann           | 123    |
| 8.  | Mario Linner           | 117    |
| 9.  | Anže Brecl             | 116    |
| 10. | Marceau Liardon        | 110    |
| ... |                        |        |
| 28. | Tymoteusz Dyduch       | 30     |
| 37. | Adam Łupieżowiec       | 17     |
| 45. | Kacper Wantulok        | 7      |

| Lp. | Zawodnik            | Punkty |
| --- | ------------------- | ------ |
| 1.  | Jan John            | 340    |
| 2.  | Lukáš Doležal       | 200    |
| 3.  | Kacper Jarząbek     | 180    |
| 4.  | Erik Leiråmo        | 161    |
| 5.  | Lilian Tréand       | 130    |
| 6.  | Jáchym Hrdina       | 113    |
| 7.  | Urban Zajec         | 110    |
| 8.  | Andrzej Waliczek    | 105    |
| 9.  | Lubin Martin        | 96     |
| 10. | Jakub Cieślar       | 95     |
| 11. | Szymon Dubiel       | 92     |
| ... |                     |        |
| 14. | Mikołaj Wantulok    | 74     |
| 30. | Piotr Nowak         | 29     |
| 49. | Mikołaj Serwatowicz | 3      |